# Surinaamse parlementsverkiezingen 1936
De Surinaamse parlementsverkiezingen in 1936 waren gepland in februari van dat jaar.
De aftredende leden, C.R. Biswamitre, K.J. van Erpecum, P.A. May en C.W. Naar, werden bij eenvoudige kandidaatstelling herkozen (ze hadden zich herkiesbaar gesteld en omdat er geen andere kandidaten waren werden ze zonder verkiezingen 'herkozen').
Na deze verkiezingen had de Koloniale Staten de volgende dertien leden:
| Naam                 | Gepland jaar van aftreding | Bijzonderheden |
| -------------------- | -------------------------- | -------------- |
| mr. K.J. van Erpecum | 1942                       | voorzitter     |
| Ph.A. Samson         | 1938                       | vicevoorzitter |
| mr. J.C. de Miranda  | 1938                       |                |
| dr. J.W. del Prado   | 1938                       |                |
| D.J.B. Simons        | 1938                       |                |
| W. Kraan             | 1940                       |                |
| H.G.W. de Miranda    | 1940                       |                |
| A.G. Putscher        | 1940                       |                |
| G.Ph. Zaal           | 1940                       |                |
| A.F.W. Kampens       | 1940                       |                |
| C.R. Biswamitre      | 1942                       |                |
| dr. C.W. Naar        | 1942                       |                |
| P.A. May             | 1942                       |                |

Bij de Landsregeling die op 1 april 1937 van kracht werd, veranderde de naam van de volksvertegenwoordiging van Koloniale Staten in de Staten van Suriname. Bovendien zouden de verkiezingen veranderen:
- het aantal leden ging van 13 naar 15 waarvan er tien gekozen werden en de overige vijf werden benoemd door de gouverneur
- de verkiezingen zouden om de vier jaar gehouden worden waarbij alle zittende leden aftreden

De verkiezingen van 1938 waren de eerste volgens dat nieuwe systeem.